# Borgomale
Borgomale är en ort och kommun i provinsen Cuneo i regionen Piemonte i Italien. Kommunen hade 385 invånare (2018).